# Mel Sterland
Melvyn Sterland, detto Mel (Sheffield, 1º ottobre 1961), è un ex calciatore inglese, di ruolo difensore.

## Palmarès

### Club

#### Competizioni nazionali
- Campionato scozzese: 1

Rangers: 1988-1989
- Campionato inglese: 1

Leeds Utd: 1991-1992
- Coppa di Lega scozzese: 1

Rangers: 1988-1989
- Charity Shield: 1

Leeds Utd: 1992